# Karel Herbst
Karel Herbst SDB (ur. 6 listopada 1943 w Pradze) – biskup pomocniczy archidiecezji praskiej w latach 2002–2016.

## Życiorys
Zdobył zawód elektromechanika elektrycznych lokomotyw. Pracował w lokomotywowni Praha-střed i równocześnie uczył się w gimnazjum. W latach 1968–1973 studiował na Wydziale Teologicznym w Litomierzycach. 23 czerwca 1973 przyjął święcenia kapłańskie w Pradze.
Pracował jako wikary w Mariánskich Lázníach (1973–1974) i na Svatéj Hoře u Příbrami (1974–1975). W latach 1975–1986 nie miał zgody na wykonywanie czynności sakralnych (státní souhlas) i pracował w przedsiębiorstwie Úklid jako sprzątacz.
11 września 1976 złożył tajne śluby zakonne w zgromadzeniu salezjanów. Do 1986 nielegalnie pracował z młodzieżą. We wrześniu 1986 ponownie otrzymał zgodę na wykonywanie czynności sakralnych i do 1989 był administratorem w Starém Sedlišti koło Tachova, a następnie w Všetatach.
W 1990 oficjalnie rozpoczął pracę we wspólnocie salezjańskiej w Pradze-Kobylisach. W latach 1997–2000 był ojcem duchownym w seminarium archidiecezji praskiej. Od września 2000 do czasu mianowania biskupem pracował w Fryštáku.
19 lutego 2002 został mianowany biskupem tytularnym Siccesi w Mauretanii i biskupem pomocniczym archidiecezji praskiej. Święcenia biskupie przyjął 6 kwietnia 2002.
1 grudnia 2016 papież Franciszek przyjął jego rezygnację z urzędu.